# Feldtransportschiene
Die Feldtransportschiene (auch Bergwachtschiene) ist eine  Rahmenextensionsschiene (Streckschiene) zur vorübergehenden Ruhigstellung von Brüchen sowie Schuss- und Splitterverletzungen der Beine, insbesondere im Sanitätsdienst der Bundeswehr. Sie stellt die Verletzung ruhig, reduziert die Schmerzen eines Knochenbruches und macht den Verletzten transportfähig. Je nach Verletzung ist ein mit einer Feldtransportschiene Versorgter sogar für kurze Strecken bedingt gehfähig. Sie ähnelt der weiterhin als Thomasschiene bezeichneten Schiene, wie sie auch im zivilen Bereich verwendet wird, wobei diese dort überwiegend nur noch in ihrer Abwandlung für die Anwendung bei Hüftgelenkserkrankungen eingesetzt wird.
Anfang der 1990er Jahre wurde die Feldtransportschiene in den aktiven Einheiten durch Luftkammerschienen ersetzt und  befindet sich nur noch als Restbestand in den eingelagerten inaktiven Einheiten.
Die Feldtransportschiene besteht im Wesentlichen aus zwei Drahtbügeln und einem Spanngurt.
Um das gebrochene Bein wird mit Hilfe von drei bis fünf Dreiecktuchkrawatten ein langer Drahtbügel fixiert. Am Fuß wird dann eine Zugschlaufe befestigt und das Bein so lange mit einem Gurt über das untere Ende des Bügels unter Spannung gesetzt, bis ein deutliches Nachlassen der Schmerzen eintritt. Dabei kommt es besonders auf einen guten Sitz der obersten (proximalen) Fixierung an, da diese den Druck des Spanngurtes aufnehmen muss. 
Der zweite Drahtbügel wird auf Höhe des Sprunggelenkes im rechten Winkel befestigt und dient als erhöhte Auflage. 
Die Feldtransportschiene wird aufgrund ihres relativ hohen Gewichtes nur auf Fahrzeugen mitgeführt. Das Anlegen ist relativ zeitaufwendig und sie eignet sich nur eingeschränkt zur Fixierung offener Brüche und von Gelenkbrüchen. Gegenüber der Luftkammerschiene hat sie den Vorteil, dass der Schmerz von Brüchen weitgehend reduziert werden kann und sie auch bei verbliebenen scharfkantigen Fremdkörpern in einer Wunde (z. B. Splitter) angelegt werden kann.